# 8887 Scheeres
8887 Scheeres eller 1994 MJ är en asteroid i huvudbältet som upptäcktes 9 juni 1994 av den amerikanske astronomen Eleanor F. Helin vid Palomar-observatoriet. Den är uppkallad efter amerikanen Daniel J. Scheeres.
Asteroiden har en diameter på ungefär 8 kilometer och den tillhör asteroidgruppen Maria.